# روبرت ولز (كاتب)
روبرت ولز (بالإنجليزية: Robert Wells)‏ هو منتج أفلام وكاتب سيناريو وطبال وكاتب أغاني وموسيقي ومنتج تلفزيوني وملحن وكاتب وشاعر أمريكي، ولد في 15 أكتوبر 1922 في ريموند في الولايات المتحدة، وتوفي في 23 سبتمبر 1998 في سانتا مونيكا في الولايات المتحدة.

## وصلات خارجية
- روبرت ولز على موقع IMDb (الإنجليزية)
- روبرت ولز على موقع ميوزك برينز (الإنجليزية)
- روبرت ولز على موقع قاعدة بيانات برودواي على الإنترنت (الإنجليزية)
- روبرت ولز على موقع قاعدة بيانات برودواي على الإنترنت (الإنجليزية)
- روبرت ولز على موقع قاعدة بيانات برودواي على الإنترنت (الإنجليزية)
- روبرت ولز على موقع أول ميوزيك (الإنجليزية)
- روبرت ولز على موقع ديسكوغز (الإنجليزية)
- روبرت ولز على موقع قاعدة بيانات الفيلم (الإنجليزية)